# Gäddede
Gäddede er en by i Strömsunds kommun i Jämtlands län, i landskapet Jämtland i Sverige. I 2005 hadde tettstedet 456 indbyggere.
Gäddede ligger ved sydenden af søen Kvarnbergsvattnet.
Stedet er blandt andet kendt for Sveriges dybeste kløft, der er 800 meter lang, med det 43 meter høje vandfald Hällingsåfallet, og sit særprægede bjerglandskab.
Første stavelse i navnet kommer af fisken gedde og anden stavelse ed betyder passage ved eller mellem vande. Også det sydsamiske navn Tjeedtege kommer af ordet for gedde (tjeedte).
I 1940'erne blev der brudt glimmer i Gäddede til el-industrien.
Sveriges længste grotte, Korallgrottan, ligger i nærheden af Ankarvattnet, 448 moh. i Leipiälven, og lige nord for Stora Blåsjön. Grotten blev opdaget så sent som 1985. Hidtil er seks kilometer gange udforsket. Dermed er den Sveriges længste grotte. Korallgrottan kan kun besøges i følge med en guide.

## Eksterne kilder og henvisninger
1. ↑   Svenskt ortnamnslexikon (2003), s. 101, ISBN 91-7229-020-X

64°29′55″N 14°8′36″Ø / 64.49861°N 14.14333°Ø